# Shibkovit
Das Mineral Shibkovit ist ein sehr selten vorkommendes Ringsilikat aus der Mineralklasse der „Silikate und Germanate“ mit der Endgliedzusammensetzung K(□ K)Ca2(Zn3Si12)O30 und damit chemisch gesehen ein Kalium-Calcium-Zink-Silikat.
Shibkovit kristallisiert mit hexagonaler Symmetrie und entwickelt farblose, isometrische Körnchen von unter einem Millimeter Größe. Äußerlich kann es leicht mit Quarz verwechselt werden, mit dem es mitunter eng verwachsen ist.
Shibkovit bildet sich in alkalireichen, wasserarmen Pegmatiten bei niedrigem Druck (<2 kbar) und mittleren Temperaturen um 450–500 °C. Er ist bislang nur an seiner Typlokalität, den Moränen des Darai-Pioz-Gletschers im Alaigebirge in Tadschikistan, gefunden worden.

## Etymologie und Geschichte
Entdeckt wurde Shibkovit in den Moränen des Gletschers Dara-i-Pioz im Alaigebirge in Tadschikistan und 1998 von L. A. Pautov, A. A. Agakhanov, E. V Sokolova als neues Mineral der Milaritgruppe beschrieben. Sie benannten das Mineral nach den bekannten russischen Geologen Wiktor Sergejewitsch Schibkow (1926–1992) und Nikolai Wiktorowitsch Schibkow (1951–1991).

## Klassifikation
Da der Shibkovit erst 1997 als eigenständiges Mineral anerkannt wurde, ist er in der seit 1977 veralteten 8. Auflage der Mineralsystematik nach Strunz noch nicht verzeichnet.
Im zuletzt 2018 überarbeiteten und aktualisierten Lapis-Mineralienverzeichnis nach Stefan Weiß, das sich im Aufbau noch nach dieser alten Form der Systematik von Karl Hugo Strunz richtet, erhielt das Mineral die System- und Mineral-Nr. VIII/E.22-137. In der „Lapis-Systematik“ entspricht dies der Klasse der „Silikate und Germanate“ und dort der Abteilung „Ringsilikate“, wo Shibkovit zusammen mit Agakhanovit-(Y), Almarudit, Armenit, Berezanskit, Brannockit, Chayesit, Darapiosit, Dusmatovit, Eifelit, Emeleusit, Faizievit, Friedrichbeckeit, Klöchit, Lipuit, Merrihueit, Milarit, Oftedalit, Osumilith, Osumilith-(Mg), Poudretteit, Roedderit, Sogdianit, Sugilith, Trattnerit, Yagiit und Yakovenchukit-(Y) die Gruppe „Doppelte Sechserringe [Si12O30]12− – Milarit-Osumilith-Gruppe“ mit der System-Nr. VIII/E.22 bildet.
Die von der International Mineralogical Association (IMA) zuletzt 2009 aktualisierte 9. Auflage der Strunz’schen Mineralsystematik ordnet den Shibkovit ebenfalls in die Abteilung der „Ringsilikate“ ein. Diese ist weiter unterteilt nach der Struktur der Ringe, so dass das Mineral entsprechend seinem Aufbau in der Unterabteilung „[Si6O18]12−-Sechser-Doppelringe“ zu finden ist. Darin gehört es mit Almarudit, Armenit, Berezanskit, Brannockit, Chayesit, Darapiosit, Dusmatovit, Eifelit, Friedrichbeckeit, Klöchit, Merrihueit, Milarit, Oftedalit, Osumilith, Osumilith-(Mg), Poudretteit, Roedderit, Shibkovit, Sogdianit, Sugilith, Trattnerit und Yagiit zur „Milaritgruppe“ mit der System-Nr. 9.CM.05.
Die Systematik der Minerale nach Strunz (9. Auflage) wird von „Hudson Institute of Mineralogy“ in der Mineraldatenbank „Mindat.org“ weitergeführt. Hier gehört Shibkovit in die Klasse „Silicate und Germanate“ und die Abteilung der „Ringsilikate“ (englisch [Cyclosilicates). Diese ist weiter unterteilt nach der Zähligkeit und Multiplizität der Silicatringe und Shibkovit wird in der Unterabteilung „sechser-Doppelringe“ (englisch Si6O18]2- 6-membered double rings) mit der Systemnummer 9.CM geführt, zusammen mit den zuvor aufgeführten Mineralen der Milarit-Gruppe, den neu hinzugekommenen Mineralen Aluminosugilith und Laurentthomasit sowie dem verwandten Mineral Faizievit.
Auch die vorwiegend im englischen Sprachraum gebräuchliche Systematik der Minerale nach Dana ordnet den Shibkovit in die Klasse der „Silikate und Germanate“, dort allerdings in die bereits feiner unterteilte Abteilung der „Ringsilikate: Kondensierte Ringe“ ein. Hier ist er in der „Milarit-Osumilith-Gruppe (Milarit-Osumilith-Untergruppe)“ mit der System-Nr. 63.02.01a innerhalb der Unterabteilung „Ringsilikate: Kondensierte, 6-gliedrige Ringe“ zu finden.

## Chemismus
Shibkovit ist das K-Ca-Analog von Klöchit oder Dusmatovit bzw. das K-Zn-Analog von Milarit und die  aus der Typlokalität ist
- [12]K [9](K1,20□0,80) [6](Ca1,26Mn0,40Na0,39Fe0,01) [4]Zn3,01 [4](Si12,01Al0,01)O30,

wobei in den eckigen Klammern die Koordinationszahl der jeweiligen Position in der Kristallstruktur angegeben ist.
Die Untersuchung von hydrothermal synthetisch hergestellten Shibkovit mit der Zusammensetzung K (K1,67 0,33H2O) (Ca1,3Na0,7) Zn3 Si12O30 ergab, dass die Kristallisationsbedingungen wie Druck, Temperatur und Wassergehalt der fluiden Phase bestimmen, ob und wie viel Kristallwasser in Mineralen mit Milaritstruktur eingebaut wird.

## Kristallstruktur
Shibkovit kristallisiert mit hexagonaler Symmetrie der Raumgruppe P6/mcc (Raumgruppen-Nr. 192) und den Gitterparametern a = 9,970 Å und c = 14,130 Å sowie zwei Formeleinheiten pro Elementarzelle. 
Der schwache, optisch zweiachsige Charakter von Shibkovit deutet auf eine erniedrigte Symmetrie hin.
Shibkovit ist isotyp zu Milarit, d. h., es kristallisiert mit der gleichen Struktur wie Milarit. Die 12-fach koordinierte C-Position ist voll besetzt mit Kalium (K+). Die 9-fach koordinierte B-Position ist ebenfalls mit Kalium (K+) mehr als zur Hälfte besetzt. Kalzium (Ca2+), Mangan (Mn2+), Natrium (Na+) und Eisen (Fe2+) füllen die 6-fach koordinierte A-Position. Neben dem ebenfalls zu den Milariten gehörenden Eifelit ist es eines der wenigen Minerale, das signifikante Mengen Natrium in oktaedrisch koordinierten Positionen einbaut. Die tetraedrisch koordinierten T2-Position enthält ausschließlich Zink (Zn2+). Die T1-Position, die die 6er-Doppelringe aufbaut, enthält nur Silizium (Si4+).

## Bildung und Fundorte
Shibkovit bildet sich in alkalireichen, H2O-untersättigten Pegmatiten bei niedrigem Druck (<2 kbar) und Temperaturen um 450–500 °C.
Das bislang einzige dokumentierte Vorkommen von Shibkovit ist seine Typlokalität (Stand 2024), der Gletscher Dara-i-Pioz im Alaigebirge in Tadschikistan, wo es in pegmatitischen Gesteinen in den Moränen gefunden wird. Shibkovit tritt hier zusammen mit Quarz, den Feldsspäten Mikroklin und Albit, dem Natrium-Pyroxen Ägirin, dem Lithium-Glimmer Polylithionit, Reedmergnerit (ein Gerüstsilikat aus der Feldspatgruppe), dem Milaritgruppenmineral Sogdianit, Pyrochlor sowie Pektolith, Turkestanit, ein Thorium-4er-Doppelringsilikat und Sphalerit auf.
Dieser sehr mineralreiche Fundort ist die Typlokalität von 44 Mineralen (Stand 2024), davon allein 5 aus der Milaritgruppe: Berezanskit, Darapiosit, Dusmatovit, Shibkovit und Sogdianit. Weiterhin wurden hier die Milaritgruppenminerale Milarit, Osumilith, und Sugilith nachgewiesen.